# Classe Armidale
La Classe Armidale est une classe de 14 patrouilleurs construite pour la Marine royale australienne.

## Histoire
Les quatorze patrouilleurs ont été construits par le chantier naval Austal à Henderson, près de Perth, en Australie-Occidentale, pour remplacer l'ancienne classe Fremantle. Leur coque est en alliage d'aluminium et ils possèdent deux bateaux semi-rigides RHIBs pour les interventions d'interception.
Ils sont principalement chargés de la protection des frontières, la surveillance des pêches, et l'interception des navires non autorisés en Zone économique exclusive. Depuis 2013, ils interviennent dans le cadre des Opérations Frontières Souveraines.
Le HMAS Bundaberg (ACPB 91) subit un grave incendie alors qu'il était dans un chantier naval civil de la ville de Brisbane le 11 aout 2014. Il est officiellement retiré du service le 18 décembre 2014.
Six patrouilleurs de la classe Cape sont commandés le 1er mai 2020 pour le remplacement d'une partie des navires de classe Armidale.

## Les unités
1-Base navale de Coonawarra-Darwin
- Division Attack :
  - HMAS Armidale (ACPB 83) : Darwin, 24 juin 2005-
  - HMAS Larrakia (ACPB 84) : Darwin, 10 février 2006-
  - HMAS Bathurst (ACPB 85) : Darwin, 10 février 2006-
  - HMAS Albany (ACPB 86) : Albany, 15 juillet 2006-
- Division Assail :
  - HMAS Pirie (ACPB 87) : Port Pirie, 26 juillet 2006-
  - HMAS Maitland (ACPB 88) : Newcastle, 29 septembre 2006-
  - HMAS Ararat (ACPB 89) : Melbourne, 10 novembre 2006-2 juillet 2022
  - HMAS Broome (ACPB 90) : Broome, 10 février 2007-
- Division Aware :
  - HMAS Maryborough (ACPB 95) : Brisbane, 8 décembre 2007-
  - HMAS Glenelg (ACPB 96) : Adélaïde, 22 février 2008-

2-Base navale de Cairns
- Division Ardent :
  - HMAS Bundaberg (ACPB 91) : Bundaberg, 3 mars 2007- 18 décembre 2014
  - HMAS Wollongong (ACPB 92) : Sydney, 23 juin 2007-
  - HMAS Childers (ACPB 93) : Cairns, 7 juillet 2007-
  - HMAS Launceston (ACPB 94) : Launceston, 22 septembre 2007-